# Campionat del Món de motocròs 1992
La temporada de 1992 del Campionat del Món de motocròs fou la 36a edició d'aquest campionat, organitzat per la FIM. El calendari oficial constava de 12 Grans Premis, celebrats entre el 5 d'abril i el 23 d'agost.

## Sistema de puntuació
Barem de puntuació del 1984 al 2000:
| Posició | 1  | 2  | 3  | 4  | 5  | 6  | 7 | 8 | 9 | 10 | 11 | 12 | 13 | 14 | 15 |
| Punts   | 20 | 17 | 15 | 13 | 11 | 10 | 9 | 8 | 7 | 6  | 5  | 4  | 3  | 2  | 1  |

## 500 cc

### Grans Premis
| Ronda | Data         | Gran Premi                    | Lloc           | Guanyador         |
| ----- | ------------ | ----------------------------- | -------------- | ----------------- |
| 1     | 5 d'abril    | Gran Premi dels Estats Units  | Glen Helen     | Jean-Michel Bayle |
| 2     | 3 de maig    | Gran Premi de Txecoslovàquia  | Sverepec       | Franco Rossi      |
| 3     | 10 de maig   | Gran Premi d'Àustria          | Sittendorf     | Franco Rossi      |
| 4     | 24 de maig   | Gran Premi de Finlàndia       | Ruskeasanta    | Kurt Nicoll       |
| 5     | 14 de juny   | Gran Premi de San Marino      | Borgo Maggiore | Kurt Nicoll       |
| 6     | 20 de juny   | Gran Premi d'Alemanya         | Reisersberg    | Georges Jobé      |
| 7     | 5 de juliol  | Gran Premi de Gran Bretanya   | Hawkstone Park | Billy Liles       |
| 8     | 12 de juliol | Gran Premi de França          | Cussac         | Georges Jobé      |
| 9     | 19 de juliol | Gran Premi dels Països Baixos | Valkenswaard   | Billy Liles       |
| 10    | 2 d'agost    | Gran Premi de Bèlgica         | Namur          | Kurt Nicoll       |
| 11    | 9 d'agost    | Gran Premi de Luxemburg       | Folkendange    | Kurt Nicoll       |
| 12    | 23 d'agost   | Gran Premi de Suïssa          | Roggenburg     | Kurt Nicoll       |

### Classificació final
| Posició | Pilot          | Motocicleta | Punts |
| ------- | -------------- | ----------- | ----- |
| 1       | Georges Jobé   | Honda       | 550   |
| 2       | Kurt Nicoll    | KTM         | 548   |
| 3       | Billy Liles    | Honda       | 460   |
| 4       | Joël Smets     | Honda       | 258   |
| 5       | Franco Rossi   | KTM         | 252   |
| 6       | Johan Boonen   | Kawasaki    | 241   |
| 7       | Jorgen Nilsson | Honda       | 234   |
| 8       | Dirk Geukens   | Honda       | 212   |
| 9       | Jeremy Whatley | Honda       | 199   |
| 10      | Marcus Hansson | Kawasaki    | 198   |
| 11      | Jacky Martens  | Husqvarna   | 183   |

## 250 cc

### Grans Premis
| Ronda | Data         | Gran Premi                    | Lloc          | Guanyador        |
| ----- | ------------ | ----------------------------- | ------------- | ---------------- |
| 1     | 5 d'abril    | Gran Premi dels Països Baixos | Valkenswaard  | Stefan Everts    |
| 2     | 12 d'abril   | Gran Premi de Suïssa          | Payerne       | Trampas Parker   |
| 3     | 26 d'abril   | Gran Premi d'Àustria          | Schwanenstadt | Alessandro Puzar |
| 4     | 3 de maig    | Gran Premi d'Itàlia           | Gallarate     | Donny Schmit     |
| 5     | 14 de juny   | Gran Premi d'Alemanya         | Northeim      | Donny Schmit     |
| 6     | 21 de juny   | Gran Premi de Gran Bretanya   | Foxhill       | Bob Moore        |
| 7     | 27 de juny   | Gran Premi d'Irlanda          | Killinchy     | Donny Schmit     |
| 8     | 12 de juliol | Gran Premi de Veneçuela       | Maracay       | Trampas Parker   |
| 9     | 19 de juliol | Gran Premi dels Estats Units  | Unadilla      | Jeff Stanton     |
| 10    | 2 d'agost    | Gran Premi de Suècia          | Tibro         | Donny Schmit     |
| 11    | 9 d'agost    | Gran Premi de Finlàndia       | Heinola       | Rob Herring      |
| 12    | 23 d'agost   | Gran Premi del Japó           | Suzuka        | Mike Kiedrowski  |

### Classificació final
| Posició | Pilot            | Motocicleta | Punts |
| ------- | ---------------- | ----------- | ----- |
| 1       | Donny Schmit     | Yamaha      | 416   |
| 2       | Bob Moore        | Yamaha      | 368   |
| 3       | Edwin Evertsen   | Kawasaki    | 362   |
| 4       | Alessandro Puzar | Yamaha      | 359   |
| 5       | Trampas Parker   | Honda       | 302   |
| 6       | Robert Herring   | Honda       | 295   |
| 7       | Marnicq Bervoets | Yamaha      | 263   |
| 8       | Bader Manneh     | Honda       | 241   |
| 9       | Peter Johansson  | Yamaha      | 235   |
| 10      | James Dobb       | Kawasaki    | 223   |
| 11      | Stefan Everts    | Suzuki      | 208   |

## 125 cc

### Grans Premis
| Ronda | Data         | Gran Premi                    | Lloc                 | Guanyador         |
| ----- | ------------ | ----------------------------- | -------------------- | ----------------- |
| 1     | 29 de març   | Gran Premi d'Espanya          | Jerez de la Frontera | Greg Albertyn     |
| 2     | 5 d'abril    | Gran Premi de Portugal        | Cortelha             | Pedro Tragter     |
| 3     | 12 d'abril   | Gran Premi d'Itàlia           | Ponte a Egola        | Pedro Tragter     |
| 4     | 26 d'abril   | Gran Premi de França          | Plomion              | Yves Demaria      |
| 5     | 3 de maig    | Gran Premi de Bèlgica         | Genk                 | Dave Strijbos     |
| 6     | 10 de maig   | Gran Premi de Suècia          | Tomelilla            | Dave Strijbos     |
| 7     | 24 de maig   | Gran Premi d'Hongria          | Kaposvár             | John van den Berk |
| 8     | 14 de juny   | Gran Premi de Txecoslovàquia  | Holice               | Greg Albertyn     |
| 9     | 12 de juliol | Gran Premi de Polònia         | Gdynia               | Greg Albertyn     |
| 10    | 26 de juliol | Gran Premi de Guatemala       | Amatitlán            | Tallon Vohland    |
| 11    | 2 d'agost    | Gran Premi dels Països Baixos | Mill                 | Greg Albertyn     |
| 12    | 23 d'agost   | Gran Premi del Japó           | Suzuka               | Pedro Tragter     |

### Classificació final
| Posició | Pilot             | Motocicleta | Punts |
| ------- | ----------------- | ----------- | ----- |
| 1       | Greg Albertyn     | Honda       | 485   |
| 2       | Dave Strijbos     | Honda       | 451   |
| 3       | Pedro Tragter     | Suzuki      | 451   |
| 4       | Yves Demaria      | Suzuki      | 305   |
| 5       | Joakim Karlsson   | Kawasaki    | 290   |
| 6       | Andrea Bartolini  | Honda       | 288   |
| 7       | Peter Beirer      | Suzuki      | 288   |
| 8       | Tallon Vohland    | Suzuki      | 284   |
| 9       | John Van Den Berk | Suzuki      | 265   |
| 10      | Charrel Sweebe    | Honda       | 198   |
| 11      | Alessio Chiodi    | KTM         | 180   |

## Resum: Podi final 1992
|           | 500 cc       | 500 cc | 250 cc         | 250 cc   | 125 cc         | 125 cc |
| Campió    | Georges Jobé | Honda  | Donny Schmit   | Yamaha   | Greg Albertyn  | Honda  |
| Subcampió | Kurt Nicoll  | KTM    | Bobby Moore    | Yamaha   | David Strijbos | Honda  |
| Tercer    | Billy Liles  | Honda  | Edwin Evertsen | Kawasaki | Pedro Tragter  | Suzuki |